# داريوش أرجمند
داريوش أرجمند (بالفارسية: داریوش ارجمند) هو ممثل إيراني، ولد في 1944 في إيران.

## أعمال

### أفلام
- (1990) الإمام علي
- (2001) قتل الكلاب المسعورة
- (2006) ازدواج به سبك ايراني
- (2010) ستايش 1
- (2014) ستايش 2
- (2019) ستايش 3

## وصلات خارجية
- داريوش أرجمند على موقع IMDb (الإنجليزية)
- داريوش أرجمند على موقع أول موفي (الإنجليزية)
- داريوش أرجمند على موقع قاعدة بيانات الفيلم (الإنجليزية)
- داريوش أرجمند على موقع كينوبويسك (الروسية)